# Różowa Pantera (postać)

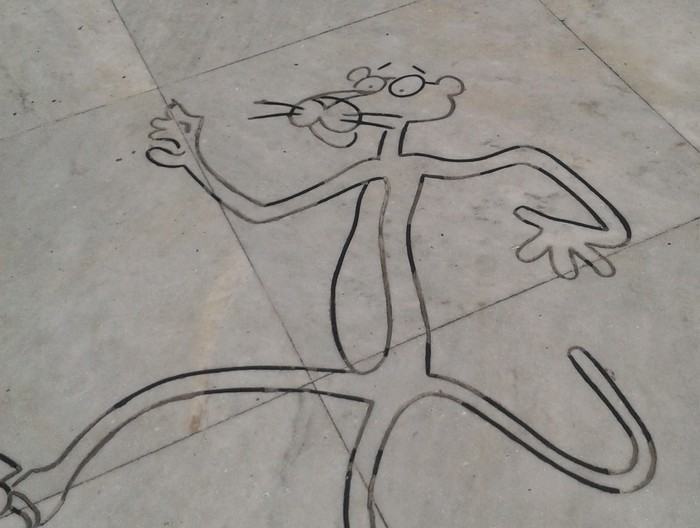
Sylwetka Różowej Pantery

Różowa Pantera – postać animowana, główny bohater serii komediowych kreskówek pod tym samym tytułem. Pierwotnie postać Różowej Pantery pojawiła się w czołówce i zakończeniu filmu Różowa Pantera z roku 1963.

## Rodzina Różowej Pantery
- Wstydzioch – ojciec
- Pantera – matka
- Ryżowy – brat
- Jaguar – wujek (po kądzieli)
- Dziadek Kot – dziadek (po kądzieli)
- Hilaria – babcia (po kądzieli)
- Amant – dziadek (po mieczu)
- Chowanka – babcia (po mieczu)

## Seriale animowane
- Różowa Pantera (1969–1980) – serial animowany z tą postacią
- Synowie Różowej Pantery (1984–1985) – serial animowany z tą postacią
- Różowa Pantera (1993–1995) – serial animowany z tą postacią
- Różowa Pantera i przyjaciele (2010–2011) – serial animowany z tą postacią

## Gry komputerowe
- Hokus Pokus Różowa Pantera
- Na Kłopoty Pantera
- Różowa Pantera po skarb się wybiera
- Różowa Pantera ratuje dzikie zwierzęta
- Różowa Pantera ratuje planetę Ziemię
- Różowa Pantera z misją w kosmosie

## Dodatkowe informacje
- Różowa Pantera jest płci męskiej, co potwierdzają zwłaszcza gry komputerowe.
- Właścicielem Różowej Pantery była zlikwidowana w 1981 firma DePatie-Freleng Enterprises oraz dystrybuujące wszystkie filmy i seriale z tą postacią wytwórnie: United Artists (w latach 1963–1981) i Metro-Goldwyn-Mayer (od 1982).
- W filmach, nie licząc sporadycznych wyjątków, Różowa Pantera nic nie mówi.